# Candidatura de Monterrey aos Jogos Olímpicos de Verão da Juventude de 2018
Monterrey 2018 foi uma candidatura interna da cidade de Monterrey (México) para acolher os Jogos Olímpicos da Juventude de 2018.

## História

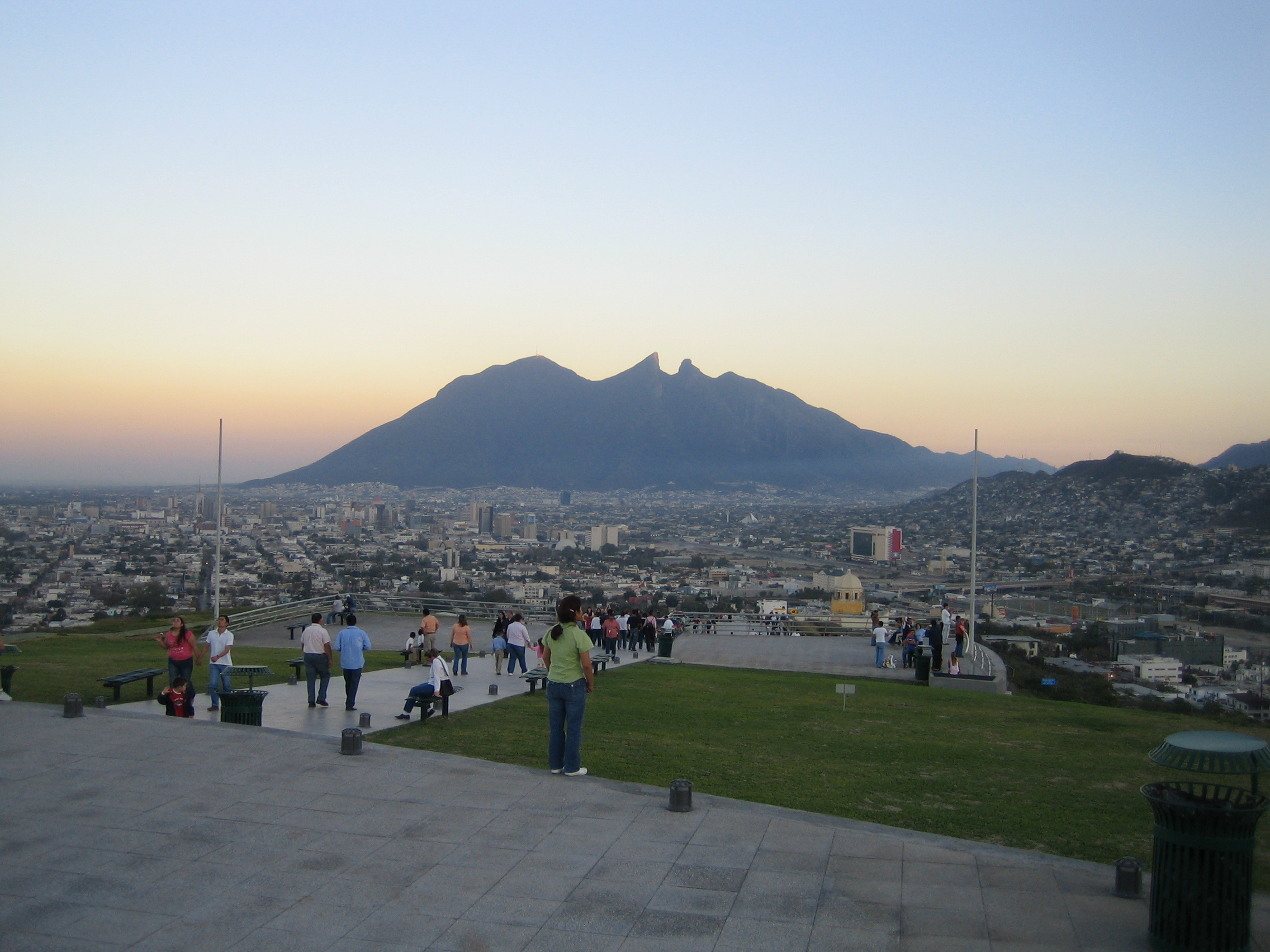
Monterrey ao anoitecer

Monterrey foi a primeira cidade a candidatar-se às Olimpíadas da Juventude de 2018, depois da tentativa falhada à edição de 2014. Em Novembro de 2011, a candidatura recebeu o aval do Mayor de Monterrey, Fernando Larrazabal Breton. Depois de perder internamente a candidatura mexicana para Guadalajara, esta cidade também não viria a ter sucesso: Buenos Aires foi anunciada como cidade-sede eleita para as Olimpíadas da Juventude de 2018.

## Candidaturas anteriores

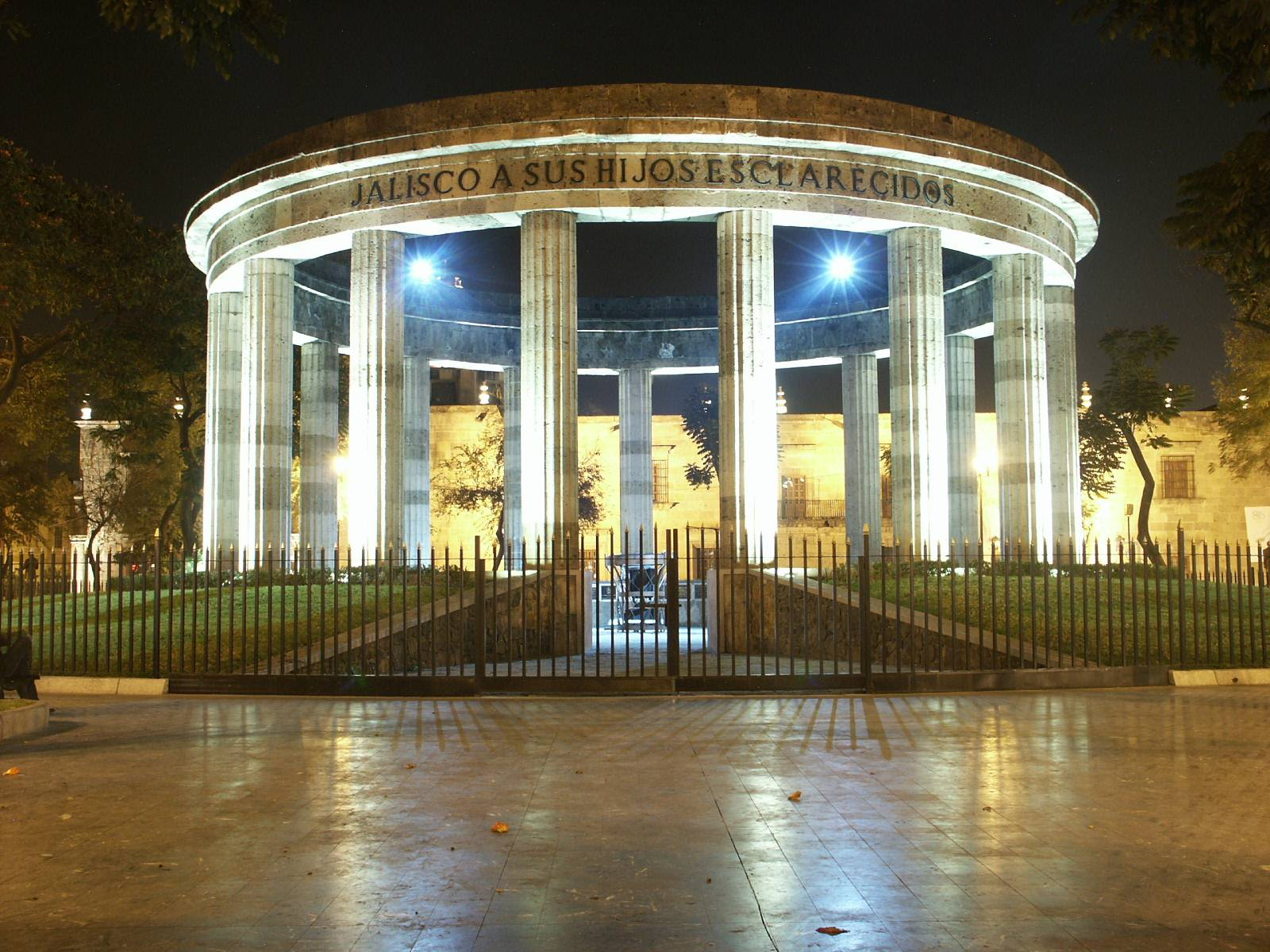
A Rotonda_de_los_Jaliscienses_Ilustres de noite.

Monterrey expressou o interesse em sediar as Olimpíadas da Juventude de 2014, mas foi preterida internamente por Guadalajara. Já o México conseguiu ser sede dos Jogos Olímpicos de 1968 na capital Cidade do México, mas perdeu as candidaturas para os Jogos de 1956 (realizados em Melbourne) e de 1960 (Roma).